# École nationale supérieure d'informatique et de mathématiques appliquées de Grenoble
École nationale supérieure d'informatique et de mathématiques appliquées de Grenoble (ENSIMAG) es una Grande Escuela francesa ubicada en Grenoble, Francia. Ensimag forma parte del Institut polytechnique de Grenoble (Grenoble INP). La escuela es una de las mejores instituciones educativas francesas y se especializa en informática, matemáticas aplicadas y telecomunicaciones.
En el campo de la informática y las matemáticas aplicadas, ENSIMAG ocupa el primer lugar en Francia, según la posición de sus estudiantes en los exámenes nacionales de admisión y el ranking de empresas que contratan a sus estudiantes y medios especializados.

## Graduados famosos
- Alain Colmerauer,  ingeniero en computación y profesor universitario francés, fue uno de los creadores del lenguaje de programación Prolog